# The Modern Language Journal
A The Modern Language Journal egy recenzált tudományos folyóirat, melyet Wiley-Blackwell ad ki a Modern Nyelvek Tanárainak Országos Szövetsége (National Federation of Modern Language Teachers) nevében. Ez magában foglalja az idegen és a második nyelv tanulásának és tanításának kutatását és megvitatását.
2007 óta a folyóirat egy ötödik számot ad ki az évente megjelenő négy rendszeres kiadvány mellett. Ez a kiegészítő kiadás vagy egy kiemelt kérdés vagy egy monográfia szokott lenni. 
A Journal Citation Reports szerint a folyóirat 2016. évi hatástényezője 1,745.

## Szerkesztőbizottság
- Főszerkesztő: Marta Antón
- Társult szerkesztő: Shawn Loewen
- Társult szerkesztő: Wander Lowie
- Társult szerkesztő: Martha Bigelow

### A bizottság többi tagja
- Teresa Cadierno
- Laura Collins
- Kees de Bot
- Patricia Duff
- Agnes He
- Elaine K. Horwitz
- Richard Kern
- James Lantolf
- Jenifer Larson-Hall
- Constant Leung
- Peter MacIntyre
- Junko Mori
- Rosa Manchón
- Tim McNamara
- Rebecca Oxford
- Angela Scarino
- Merrill Swain
- Naoko Taguchi
- Elaine Tarone
- Paul Toth
- Ema Ushioda
- Guadalupe Valdés
- Paula Winke

## Fordítás
Ez a szócikk részben vagy egészben  a   The Modern Language Journal című angol Wikipédia-szócikk ezen változatának fordításán alapul.  Az eredeti cikk szerkesztőit annak laptörténete sorolja fel. Ez a jelzés csupán a megfogalmazás eredetét és a szerzői jogokat jelzi, nem szolgál a cikkben szereplő információk forrásmegjelöléseként.